# Det kom ett brev
Det kom ett brev är en dikt av Pär Lagerkvist om ett brev från mor "med skrift så darrhänt stor." I fem fyraradiga strofer skildras brevets innehåll och stämning: "Där var en lukt av trädgårdsgång och av lavendel, aftonsång av söndagsfriden då hon skrev till mig sitt brev...". Gunnar de Frumerie tonsatte dikten och tillägnade den Hjördis Schymberg.
Erik Fabiansson har också gjort en tonsättning av denna dikt och denna sjöngs in på skivbolaget Odeon 1938 av kyrkosångaren Einar Ekberg och blev oerhört populär.